# Альварадо, Вентура
Вентура Альварадо Айспуро (англ. Ventura Alvarado Aispuro; род. 16 августа 1992, Финикс, Аризона, США) — американский футболист мексиканского происхождения, защитник клуба «Хуарес». Выступал за сборную США.
Альварадо родился в США в семье мексиканских иммигрантов. Он начал карьеру в Мексике, но принял решение выступать за сборную США.

## Клубная карьера
Альварадо — воспитанник клуба «Америка». 17 февраля 2013 года в матче против «Толуки» он дебютировал за команду в мексиканской Примере, заменив в конце второго тайма Рауля Хименеса. Сыграв один матча по итогам чемпионата Вентура стал чемпионом Мексики. Летом того же года для получения игровой практики он был отдан в аренду в «Некаксу». 21 сентября в поединке против «Крус Асуль Идальго» Альварадо дебютировал в Лиге Ассенсо. 17 апреля 2014 года в матче против «Дельфинес» он забил свой первый гол за новую команду.
Летом после окончания аренды Вентура вернулся в «Америку». 20 августа в матче Лиги чемпионов КОНКАКАФ пуэрто-риканского против «Баямона» он забил свой первый гол за команду из Мехико на международном уровне. В том же году Альварадо во второй раз стал чемпионом Мексики. В апреле 2015 года вместе с «Америкой» Вентура выиграл Лигу чемпионов КОНКАКАФ. В 2016 году он во второй раз подряд стал победителем Лиги чемпионов КОНКАКАФ
В начале 2017 года Вентура перешёл в «Сантос Лагуна». 22 января в матче против «Монаркас Морелия» он дебютировал за новую команду. В начале 2018 года Альварадо вернулся в «Некаксу».
31 июля 2020 года Альварадо перешёл в «Атлетико Сан-Луис», подписав трёхлетний контракт.
29 июля 2021 года Альварадо присоединился к клубу MLS «Интер Майами», подписав контракт до конца сезона 2021 с опциями продления на сезоны 2022 и 2023. За «Интер Майами» он дебютировал 23 октября в матче против «Цинциннати», заменив на 77-й минуте Келвина Лердама. По окончании сезона 2021 «Интер Майами» не стал продлевать контракт с Альварадо.
24 ноября 2021 года Альварадо присоединился к клубу Лиги MX «Хуарес».

## Международная карьера
25 марта 2015 года в товарищеском матче против сборной Дании Альварадо дебютировал за сборную США, заменив на 80-й минуте Майкла Ороско.
В 2015 году Вентура принял участие в Золотом кубке КОНКАКАФ. На турнире он сыграл в матчах против команд Гондураса, Ямайки, Кубы и Панамы.

## Достижения
Командные
 «Америка»
- Чемпион Мексики: клаусура 2013, апертура 2014
- Победитель Лиги чемпионов КОНКАКАФ: 2014/15, 2015/16

 «Сантос Лагуна»
- Чемпион Мексики: клаусура 2018

 «Некакса»
- Обладатель Кубка Мексики: клаусура 2018
- Обладатель Суперкубка Мексики: 2018